# کو ماچیدا
کو ماچیدا (انگلیسی: Kō Machida; ۱۵ ژانویهٔ ۱۹۶۲ – ) مؤلف، punk rock singer، شاعر، بازیگر اهل ژاپن بود.
وی همچنین برندهٔ جوایزی همچون جایزه تانیزاکی، جایزه آکوتاگاوا، و جایزه ادبی نوما شده‌است.